# Richard Crossman
Richard Howard Stafford Crossman, auch Dick Crossman bzw. R.H.S. Crossman, (* 15. Dezember 1907 in Cropredy, Oxfordshire; † 5. April 1974 in Banbury) war ein britischer Autor, Spezialist für Psychologische Kriegführung und sozialistischer Politiker. Er wurde einer der führenden Zionisten  seiner Partei.

## Leben
Crossman wuchs in Buckhurst Hill, Essex, auf und besuchte das Winchester College. Dann studierte er am New College (Oxford), bis er Lehrer der Workers Educational Association wurde. Anfang der 1930er Jahre lebte er in Berlin, wo er im Juli 1932 die 1931 von Gustav Glück geschiedene Erika Susanna Glück (1906–1979), geb. Landsberg, heiratete. Sie war eine ehemalige Schülerin der Freien Schulgemeinde in Wickersdorf im Thüringer Wald und des Töchterpensionats Wieler in Konstanz am Bodensee. Über sie gewann er Zugang zu Willi Münzenberg und Albert Norden. 1934 wurde die Ehe geschieden. Nach seiner Rückkehr nach England wurde er Fellow am New College, Ratsmitglied im Stadtrat von Oxford und ab 1935 auch Vorsitzender der örtlichen Labour Party.

### Psychologische Kriegsführung
Mit Beginn des Zweiten Weltkrieges trat Crossman in den Political Warfare Executive unter Robert Bruce Lockhart ein und leitete die Deutsche Sektion. Mit Bildung des SHAEF wurde er Chief of Operations in der Psychological Warfare Division. Er steuerte die gesamte Öffentlichkeitsarbeit wie auch die Propaganda gegen die Achsenmächte mittels Radio, Flugblättern, Film und Publikationen. Crossman unterstand dabei direkt den Stellvertretern des Chefs Robert A. McClure. Im Frühjahr 1945 war er einer der ersten alliierten Offiziere, die das Konzentrationslager Dachau betraten. Mit dem australischen Kriegskorrespondenten Colin Wills schrieb er das Drehbuch für den britischen Dokumentarfilm German Concentration Camps Factual Survey (Produzent: Sidney Bernstein, filmtechnische Beratung durch Alfred Hitchcock). Für seine Leistungen im Krieg wurde er als Officer des Order of the British Empire ausgezeichnet.

### Zionist und Bevanist
1945 wurde er Mitglied im britischen Unterhaus für den Wahlkreis Coventry East. Diese Position hatte er bis zu seinem Tod im Jahre 1974.
1945–46 war er unter Außenminister Ernest Bevin Mitglied des Anglo-American Committee of Inquiry zur Untersuchung der Probleme von europäischen Juden und Palästinensern. Dessen Bericht empfahl im April 1946, die Zuwanderung von 100.000 Displaced Persons, d. h. Juden aus Konzentrationslagern, nach Palästina zu erlauben. Dies wurde aber von der britischen Regierung zurückgewiesen. Crossman, der die sozialistische Opposition dagegen anführte, zog sich die Gegnerschaft Bevins zu und konnte somit in der Regierung 1945–51 keinen Ministerrang erreichen.
Crossman war 1947 zusammen mit Michael Foot und Ian Mikardo Autor des Pamphlets „Keep left“ (= bleib links), in dem die Strategie der USA im Kalten Krieg kritisiert wird. Später vertrat er den von Nye Bevan in der Partei propagierten sog. Bevanismus, der eine weitgehende Verstaatlichung vorsah. Von 1952 bis 1967 war Crossman Mitglied des National Executive Committee (Parteivorstand) seiner Partei und 1960–61 dessen Vorsitzender. Er unterhielt bis 1973 umfangreiche Verbindungen in die DDR und gilt heute als inoffizieller Verbindungsmann der britischen Regierung zu den Partei- und Regierungsstellen der DDR in den frühen 1960er Jahren.
1957 schloss er sich einer Beleidigungsklage von Aneurin Bevan und Morgan Phillips gegen das Magazin The Spectator an, das die Männer als stark Betrunkene auf einem Sozialistenkongress in Italien dargestellt hatte. Da alle drei schworen, dies sei unwahr, wurde das Magazin zu Schadenersatzzahlung verurteilt. Crossmans posthum veröffentlichte Tagebücher bestätigten jedoch die Pressevorwürfe.

### Ministerämter
Crossman, der zuvor Parteisprecher für Bildung war, wurde von Harold Wilson nach der Wahl 1964 zum Minister of Housing and Local Government ernannt. 1966 wurde er Lord President of the Council und Leader of the House of Commons. Als Staatssekretär für Gesundheit und Soziales 1968–70 arbeitete er an der Durchsetzung einer einkommensabhängigen Komponente in der allgemeinen Rentenversicherung, die wegen der verlorenen Wahlen 1970 von Labour nicht mehr umgesetzt wurde.
Nach der Wahlniederlage zog sich Crossman aus dem Parteivorstand zurück und wurde Editor (New Statesman) und Autor. Er starb an Leberkrebs.

## Schriften
- Plato To-day. George Allen & Unwin 1937. Digitalisat
- How Britain is governed. Labour book service. London 1939
- New Tyrannies for Old. Mit Beiträgen von Lord Snell; Henry Wickham Steed; Temperley, A.C.; Geneviève Tabouis; Herbert Morrison. London George Allen & Unwin Ltd. 1939
- Government and the Governed. A History of Political Ideas and Practice. London: Christophers, 1942
- Palestine mission: a personal record. New York, London Harper & Brothers. 1947
- The God That Failed. Hrsg. mit Arthur Koestler, Harper, New York (1949). Auf Deutsch:

Ein Gott der keiner war. Arthur Koestler, Ignazio Silone, André Gide, Louis Fischer, Richard Wright, Stephen Spender schildern ihren Weg zum Kommunismus und ihre Abkehr. Vorwort von Richard Crossmann, Nachwort Franz Borkenau. Europa-Verlag, Zürich u. a. 1950, Vorabdruck 1950/1951 in mehreren Heften des Monats. Neuausgabe Europa Verlag, Zürich 2005, ISBN 3-85665-514-X. (Einf. von Wolfgang Leonhard und Vorwort von Richard Crossmann)
- The Politics of Socialism. New York: Atheneum (1965).
- The Myths of Cabinet Government. Cambridge: Harvard University Press (1972).

## Biografien
- Anthony Howard: Crossman: The Pursuit of Power, Jonathan Cape, London 1990
- Tam Dalyell (1989) Dick Crossman: A Portrait

## Verweise
1. ↑  Landsberg, Erika. In: Deutsche Nationalbibliothek, auf: d-nb.info
2. ↑  Richard Mayne: In Victory, Magnanimity, in Peace, Goodwill, S. 6. ISBN 0-7146-5433-7.
3. ↑  Richard Crossman. Abgerufen am 15. April 2024 (englisch).
4. ↑  Daniel Lerner: Sykewar. Chart IV, George W. Stewart Pub., New York, 1947, S. 59
5. ↑  Richard Crossman: Buchenwald in 1945: Richard Crossman tells the story of a holocaust survivor. In: New Statesman. 27. Januar 2015, abgerufen am 15. April 2024 (amerikanisches Englisch).
6. ↑  The broadcasts of Richard Crossman - Modern Records Centre, University of Warwick. Abgerufen am 15. April 2024.
7. ↑  Crossman and Germany - Modern Records Centre, University of Warwick. Abgerufen am 15. April 2024.
8. ↑  Merrilyn Thomas: Communing with the enemy: covert operations, Christianity and Cold War politics in Britain and the GDR. Frankfurt etc.: Peter Lang 2005, ISBN 978-3-03910-192-4, S. 184

| Personendaten    | Personendaten                                                                            |
| ---------------- | ---------------------------------------------------------------------------------------- |
| NAME             | Crossman, Richard                                                                        |
| ALTERNATIVNAMEN  | Crossman, Richard Howard Stafford (vollständiger Name); Crossman, Dick; Crossman, R.H.S. |
| KURZBESCHREIBUNG | britischer Autor und Politiker, Mitglied des House of Commons                            |
| GEBURTSDATUM     | 15. Dezember 1907                                                                        |
| GEBURTSORT       | Cropredy, Oxfordshire                                                                    |
| STERBEDATUM      | 5. April 1974                                                                            |
| STERBEORT        | Banbury                                                                                  |